# Gladiolus saundersii
Gladiolus saundersii är en irisväxtart som beskrevs av Joseph Dalton Hooker. Gladiolus saundersii ingår i släktet sabelliljor, och familjen irisväxter. Inga underarter finns listade i Catalogue of Life.